# استیو هافمن

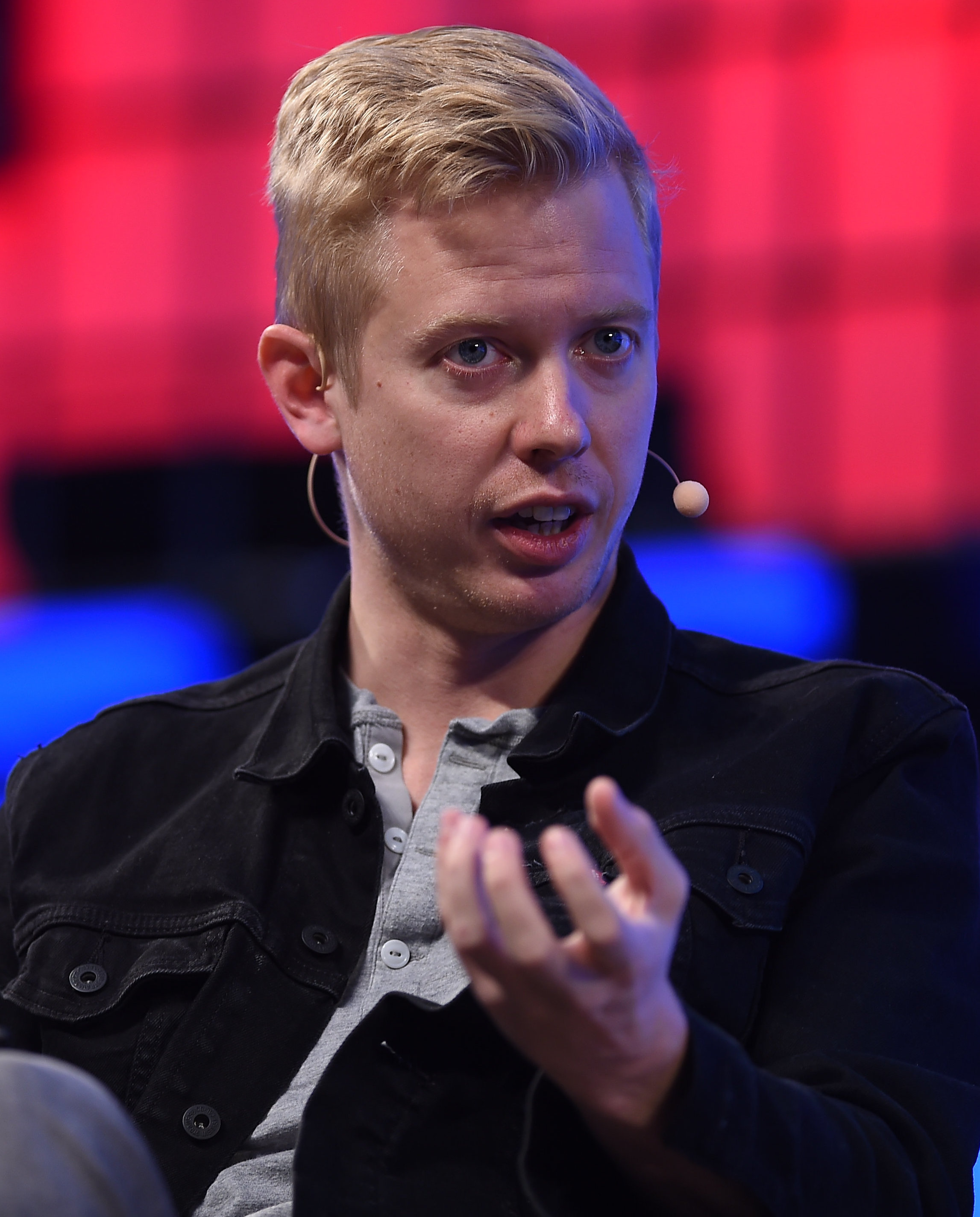
تصویر پرتره از استیو هافمن

استیو هافمن (به انگلیسی: Steve Huffman) (زاده ۱۲ نوامبر ۱۹۸۳) یک توسعه دهنده وب آمریکایی و یکی از موسسان وب سایت Reddit و مدیر عامل فعلی این شبکه‌های اجتماعی است. اخیراً او در تأسیس موتور جستجوی بلیط هواپیمای Hipmunk مشارکت داشته است.

## مسیر حرفه‌ای
هافمن در دانشگاه ویرجینیا در رشته علوم کامپیوتر تحصیل کرد. پس از دانشگاه، او همراه با همکلاسی‌اش الکسیس اوهانیان Reddit را تأسیس کرد. سرمایه اولیه Reddid را Y Combinator فراهم کرده بود.
هافمن و اوهانیان ایده خود را به پل گراهام از Y Combinator ارائه کردند. او به آن‌ها پیشنهاد کرد که ایده‌شان را از یک وب‌سایت سفارش غذا به یک شبکه اجتماعی تعییر دهند.